# Таза-Эль-Хосейма-Таунат
Таза-Эль-Хосейма-Таунат (араб. تازة الحسيمة تاونات‎) — до 2015 года одна из шестнадцати областей Марокко на севере страны. Разделена между новыми областями: Танжер — Тетуан — Эль-Хосейма, Восточная, Фес — Мекнес. Здесь находится популярная у туристов гора Джебель-Бу-Иблан.
Территория — 24 155 км² с населением 1 807 113 чел. (перепись 2004). Административный центр — город Таза.
Область состояла из четырёх провинций:
- Провинция Эль-Хосейма вошла в состав области Танжер — Тетуан — Эль-Хосейма
- Провинция Таунат вошла в состав области Фес — Мекнес
- Провинция Таза вошла в состав Фес — Мекнес
- Провинция Герсиф вошла в состав Восточной области